# Kropla Beskidu
Kropla Beskidu – niskozmineralizowana woda słodka pochodząca z Tylicza w górach Beskidu Sądeckiego. Jedna z marek wód firmy The Coca-Cola Company. Kropla Beskidu zawiera pierwiastki występujące w źródłach tego regionu, takie jak: wapń, potas i magnez. 
Kropla Beskidu oferowana jest do sprzedaży w butelkach plastikowych o pojemności 1,5 litra i 0,5 litra w wariantach niegazowanym (jasnoniebieska etykieta) i gazowanym (ciemnoniebieska etykieta). W punktach gastronomicznych dostępne są także szklane opakowania o pojemności 0,75 i 0,25 litra.

## Składniki
- kation wapniowy (Ca2+) - 48,1 mg/l
- kation magnezowy (Mg2+) - 20,7 mg/l
- kation sodowy (Na+) - 18,7 mg/l
- kation potasowy (K+) - 1,2 mg/l
- anion wodorowęglanowy (HCO3-) - 241,1 mg/l
- anion siarczanowy (SO42-) - 36,6 mg/l
- anion chlorkowy (Cl-) - 5,3 mg/l

Łączna zawartość składników mineralnych wynosi 383,3 mg/l. Dla porównania mineralizacja wody pobieranej do wodociągów wynosi przykładowo: 250 - 500 mg/l w Lublinie, 400 - 600 mg/l w Toruniu.